# Quartier de la Gare
Das Quartier de la Gare ist das 50. der 80 Quartiers (Stadtviertel) von Paris im 13. Arrondissement.

Die Stadtviertel im 13. Arrondissement

## Lage
Der Verwaltungsbezirk im 13. Arrondissement von Paris wird von folgenden Straßen begrenzt:
- Nordwesten: Boulevard Vincent Auriol (bis 1976 hieß er Boulevard de la Gare[1])
- Nordosten: Quai François Mauriac und Quai Panhard et Levassor am Seineufer
- Südosten: Boulevard périphérique
- Südwesten: Avenue de la Porte de Choisy und Avenue de Choisy bis zum Place d’Italie

## Namensursprung
Das Stadtviertel hat seinen Namen vom Port de la Gare, eine Anlegestelle am Quai de la Gare, und nicht vom in der Nähe liegenden Gare d’Austerlitz (im Quartier de la Salpêtrière).

## Geschichte
Das Gebiet des heutigen Stadtteils wurde bis ins 18. Jahrhundert überwiegend landwirtschaftlich genutzt, Weiden, Felder oder Weinberge lagen in der Ebene von Ivry. Doch an der Seine bestand schon eine Hafenanlage.
Die Plaine d’Ivry, auf der der heutige Stadtteil entstanden ist, lag zwischen Paris und der Gemeinde Ivry-sur-Seine. Das Quartier de la Gare war also ein Landstrich, durch den viele Straßen von und nach Paris führten:
- Vieux chemin d'Ivry (heute Rue du Château des Rentiers)
- Chemin d'Ivry (heute Rue Nationale); der Weg verband den Vorort Faubourg Saint-Marcel mit Ivry-sur-Seine.
- Ehemalige Route gauloise (heute Avenue de Choisy); die Straße führte von Paris nach Melun, Lyon und Italien. Das Alter dieser Straße wurde 1880 durch die Entdeckung eines Arztkoffers (in Form einer Bronzevase) aus dem 3. Jahrhundert unweit der Place d’Italie deutlich, der Münzen, Chirurgiebestecke und Salbenbehälter enthielt.
- Route d’Italie oder Route de Fontainebleau (heute Avenue d’Italie); wie der Name sagt, verband die Straße Paris mit Italien. Sie wurde im 16. Jahrhundert ausgebaut, um den französischen Königen den Weg zum Schloss Fontainebleau zu erleichtern.[4]

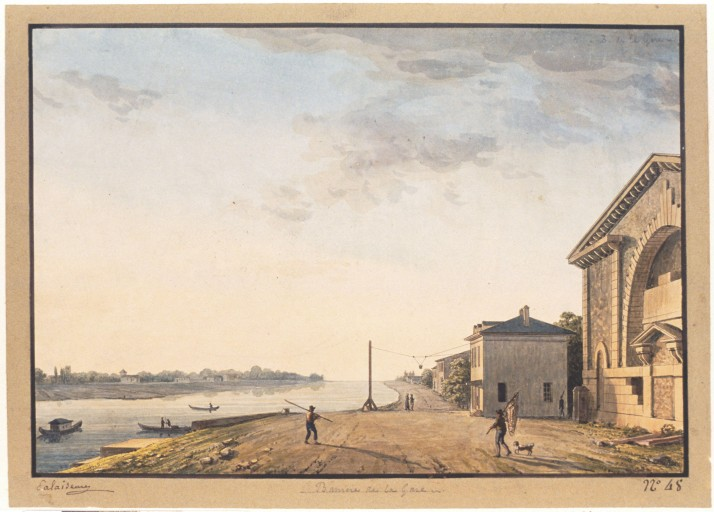
Die Barrière de la Gare von 1819, Farbradierung von Palaiseau (BnF)

1764 entschied Ludwig XV. einen Teil der Flussaktivitäten, die damals im innerstädtischen Paris sehr intensiv waren, an die Stadtgrenzen zu verlegen, indem er mit dem Bau einer Hafenanlage in der Nähe der heutigen Metrostation Quai de la Gare begann. Das Becken, das für mehr als 650 große Lastkähne vorgesehen war, musste eine halbkreisförmige Form haben und durch einen Deich mit zwei Eingängen an jedem Ende vor der Strömung der Seine geschützt werden. An dem Bau der Anlage waren mehr als 2 000 Arbeiter beteiligt, von denen 650 hier auch untergebracht waren. Doch die Kosten für das Projekt waren enorm, so dass das Parlement de Paris beschloss, den Bau einzustellen. Die Baustelle war jedoch bis zum 19. Jahrhundert erkennbar und gab dem heutigen Viertel seinen Namen.
Die Renovierung der Hauptstadt unter dem Zweiten Kaiserreich von Baron Haussmann erreicht die Ebene von Ivry: Am 1. Januar 1860 werden alle Gebiete zwischen der alten Grenze von Paris und der Thierssche Stadtbefestigung der Stadt Paris angegliedert. Somit entstand das Quartier de la Gare im 13. Arrondissement. Wegen der günstigen Grundstückspreise in diesem neuen Pariser Viertel, siedeln sich vor allem Industrien an. So gründete sich die Firma Perin-Panhard 1873 entlang des zukünftigen Boulevard Masséna. Die Ateliers du chemin de fer d'Orléans (Eisenbahnwerkstätten von Orléans) entwickelten sich entlang der Rue du Chevaleret und zogen viele Arbeiter an. 1860 hatte der Bezirk 9.432 Einwohner und wuchs 1869 auf 19.395.
Die Wohnverhältnisse entsprachen nicht denen, wie sie in den neuen Vierteln von Haussmann bestanden: Die Behausung ist meist ein niedriges Mauerwerk. 1899 zählte Dr. Mangenot, im Bereich der Avenue d'Italie und der Avenue de Choisy 212 Häuser inmitten von Steinbrüchen unter freiem Himmel, oft aus Brettern oder Mörtel gebaut und aus einem einzigen Raum bestehend. Der Gesundheitszustand des Distrikts ist sehr besorgniserregend (insbesondere im Hinblick auf Tuberkulose). In der Folgezeit haben sich hier viele soziale und gesundheitliche Werke entwickelt.
Während der Belle Époque hatte das Viertel seine Urbanisierung fast abgeschlossen. Es bietet ein kontrastreiches Gesicht, einerseits wenige Gebiete, die den Kriterien des Haussmannschen Paris entsprechen (Rue Jeanne d’Arc, Rue de Tolbiac usw.) und andererseits Vorstadtgebiete oder kleine Gebäude mit bescheidenem Aussehen, fast slumartig entlang der alten Stadtmauer.

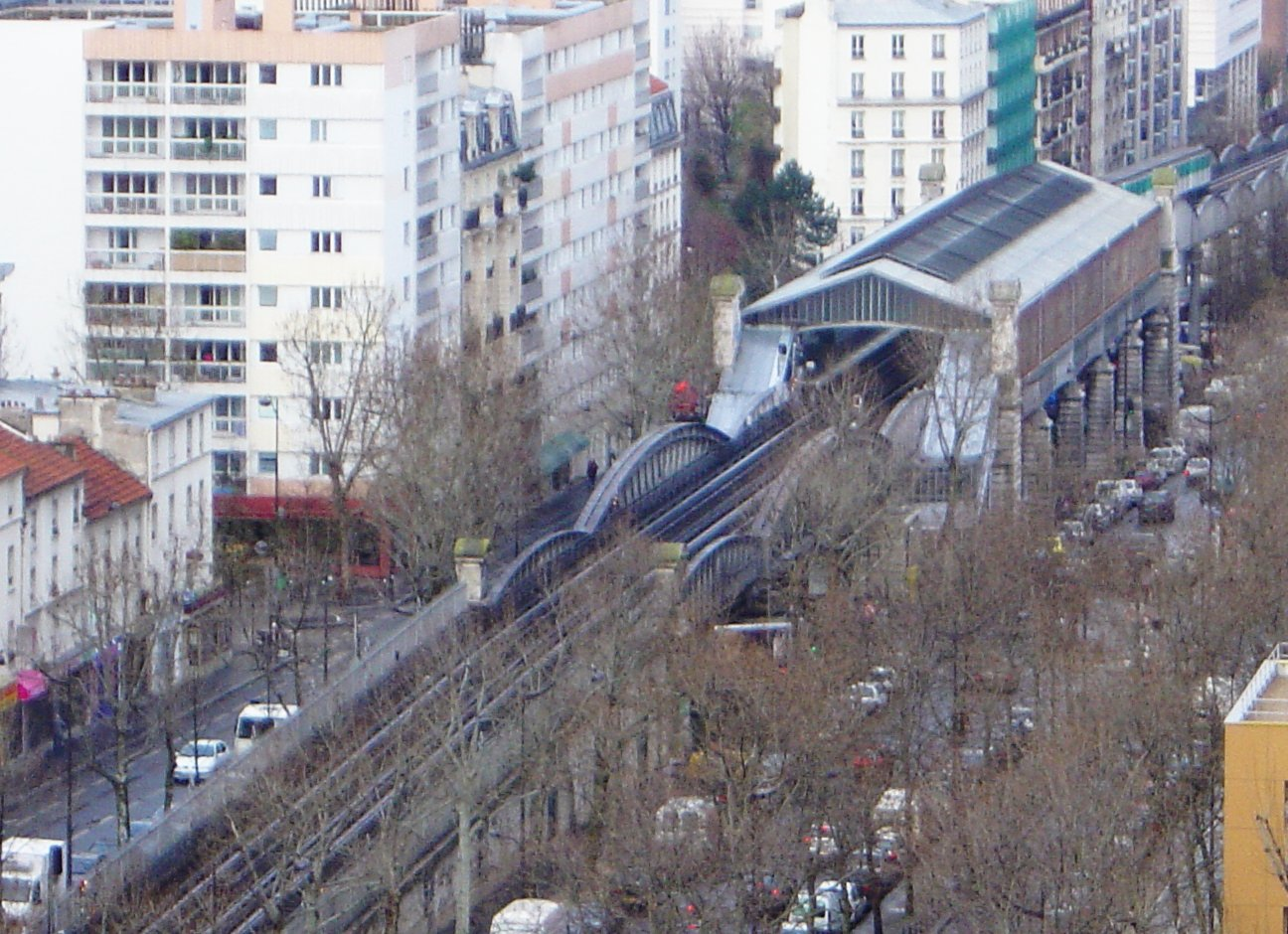
Luftbild der Metro-
station Nationale, Linie

In der Belle Époque war die Urbanisierung des Viertels nahezu abgeschlossen. Dabei entstehen unterschiedliche Gebiete, die bis heute erkennbar sind: So gibt es Bereiche, die den Kriterien des Haussmannschen Paris (etwa Rue Jeanne-d'Arc, Rue de Tolbiac) entsprechen und andere, mit eher bescheidenen Vorstadthäusern entlang der ehemaligen Befestigungsanlage. Das Viertel war andererseits schon früh an das Pariser Verkehrsnetz angeschlossen:
- Chemin de Fer de Petite Ceinture mit den Stationen Orléans-Ceinture und Maison-Blanche seit 1860
- Métro Paris mit der Linie , ab 1909

Nach dem Ersten Weltkrieg begann man, in dem noch sehr bescheidenen Viertel mit neuen Stadtplanungsstrategien zu experimentieren, die darauf abzielten, Paris zu einer modernen Stadt zu machen.
Im Süden ermöglicht der Abbau der Thiersschen Stadtbefestigung den Bau von Sportstätten, Wohnblocks (HLM), sowie das allmähliche Verschwinden der im unbebauten Bereich bestehenden Slums (französisch: Non ædificandi). Ebenso wurde der Gasbehälter an der Avenue de Choisy abgerissen und der Parc de Choisy angelegt.
Ab den 1960er Jahren begann dann die völlige Um- und Neugestaltung des Viertels. Besonders die Errichtung der Bibliothèque nationale de France (ab 1996), unter dem Präsidenten François Mitterrand veränderte das Gesicht des Viertels. Durch die damit zusammenhängende Neugestaltung des Gare d’Austerlitz (Die Schienen wurden unterirdisch verlegt.) erhielt das Viertel wieder eine direkte Verbindung zur Seine.

## Sehenswürdigkeiten
- Église Notre-Dame-de-la-Gare de Paris
- Bibliothèque nationale de France (Bibliothèque François Mitterrand)
- Olympiades
- Fontaine Wallace, 75 Avenue d’Ivry